# Ante Jelavić
Ante Jelavić (*  21. August 1963 in Podprolog, Vrgorac, Jugoslawien) ist ein bosnisch-herzegowinischer Politiker mit kroatischer Volkszugehörigkeit. Er war 1998 bis 2002 Parteivorsitzender der Kroatischen Demokratischen Union in Bosnien und Herzegowina (HDZ BiH) in Bosnien-Herzegowina. Am 28. Juli 1998 trat Jelavić als Verteidigungsminister der Föderation zurück und begründete diesen Schritt damit, dass er Bedenken der internationalen Gemeinschaft wegen möglicher Interessenkonflikte dämpfen wolle. Zuvor war er wegen politischer Aktivitäten des kroatischen Verteidigungsrates (HVO) in Bosnien und Herzegowina und wegen seiner mangelnden Bereitschaft den Dayton-Vertrag zu erfüllen, kritisiert worden. 
Bei den Wahlen zum kollektiven Staatspräsidium von Bosnien und Herzegowina 1998 setzte er sich als kroatischer Kandidat der HDZ BiH mit über 70 Prozent der Stimmen durch und wurde Mitglied des dreiköpfigen Staatspräsidiums und von 15. Juni 1999 bis 14. Februar 2000 dessen Vorsitzender und Staatsoberhaupt.
Am 7. März 2001 wurde Jelavić zusammen mit seinen Parteifreunden Ivo Andric Lužanski, Zdravko Batinic und Marko Tokic vom Hohen Repräsentanten für Bosnien und Herzegowina der UN, Wolfgang Petritsch wegen Verstößen gegen die bosnische Verfassung und das Dayton-Abkommen von allen Ämtern: Vorsitz und Mitgliedschaft in der kroatischen Selbstverwaltung in Mostar, Mitgliedschaft im Rat der bosnisch-kroatischen Föderation und des Parteivorsitzes sowie aller Parteifunktionen innerhalb der HDZ BiH abgesetzt.
Am 23. Januar 2004 wurde Jelavić in Mostar verhaftet. Es wurde ihm vorgeworfen, die Abspaltung des kroatischen Landesteiles geplant und bei der Hercegovačka banka angelegte Gelder unterschlagen zu haben. Am 6. Oktober 2005 wurde er von einem Gericht in Sarajevo in Abwesenheit zu 9,5 Jahren Haft verurteilt, weil er in seiner Zeit als bosnischer Verteidigungsminister 1997/1998 kroatische Militäreinheiten mit bosnischen Geldern unterstützt hatte, und setzte sich mit zunächst unbekanntem Ziel ab. Das Urteil wurde im Sommer 2006 wieder aufgehoben, um ein neues Verfahren zu ermöglichen. Er selbst strebt eigenen Angaben zufolge ein Verfahren in Kroatien an, wo er sich 2006 der Zeitung Večernji list zeigte. Da er auch die kroatische Staatsbürgerschaft besitzt, kann er nach gegenwärtiger Rechtslage nicht nach Bosnien-Herzegowina ausgeliefert werden.
Am 8. April 2009 wurde Jelavić in der Nähe seiner Wohnung in Zagreb entführt und in einem Auto angeblich nach Rama in Bosnien-Herzegowina verschleppt. Am folgenden Tag habe er jedoch entkommen können.